# Mặt trận Rộng (Uruguay)
Mặt trận Rộng (tiếng Tây Ban Nha: Frente Amplio, FA) là một liên minh các đảng phái chính trị trung tả đến cánh tả của Uruguay. Frente Amplio có mối quan hệ chặt chẽ với công đoàn PIT-CNT và phong trào nhà ở hợp tác xã. Frente Amplio là đảng cầm quyền của Uruguay từ năm 2005 đến nay; các cựu Tổng thống Tabaré Vázquez và José Mujica là thành viên đảng này.Mặt trận Rộng đã ủng hộ Daniel Martinez cho cuộc tổng tuyển cử năm 2019. Martinez dẫn đầu ở lượt đầu tiên, nhưng đã bị đánh bại trong cuộc chạy đua bởi Luis Alberto Lacalle Pou của Đảng Quốc gia (và được ghi nhận bởi Đảng Colorado và Open Cabasy). Lần đầu tiên sau 15 năm, Mặt trận Rộng bị đánh bại tại các cuộc bỏ phiếu. Mặt trận Rộng cũng mất ưu thế ở Phòng đại biểu và Thượng viện. 

## Tư tưởng
Mặt trận Rộng bao gồm chủ yếu các đảng chính trị tiến bộ. Nó có xu hướng tuân theo các chính sách ủng hộ một nền kinh tế xã hội chủ nghĩa với các chương trình xã hội mở rộng. Không phải tất cả các đảng trong Mặt trận Rộng được coi là cánh tả, thực sự một số đảng nghiêng về chủ nghĩa bảo thủ tài khóa hoặc chủ nghĩa bảo thủ xã hội. Danilo Astori của Hội đồng Uruguay có thể được coi là một đảng trung dung và Astori đã tuân theo các chính sách bảo thủ tài khóa với tư cách là bộ trưởng tài chính, trong khi Đảng Dân chủ Công giáo lại phản đối việc phá thai.

## Lịch sử bầu cử

### Bầu cử tổng thống
| Cuộc bầu cử | Ứng cử viên          | Bạn đồng hành        | Phiếu bầu     | %             | Phiếu bầu | %        | Kết quả    |
| Cuộc bầu cử | Ứng cử viên          | Bạn đồng hành        | Vòng đầu tiên | Vòng đầu tiên | Vòng hai  | Vòng hai | Kết quả    |
| ----------- | -------------------- | -------------------- | ------------- | ------------- | --------- | -------- | ---------- |
| 1971        | Líber Seregni        | Juan Jose Crottogini | 304,275       | 18,3%         | -         | -        | Red X      |
| 1984        | Juan Jose Crottogini | Jose D'Elía          | 401.104       | 21,3%         | -         | -        | Red X      |
| 1989        | Liber Seregni        |                      | 418,403       | 20,35%        | -         | -        | Red X      |
| 1994        | Tabaré Vázquez       |                      | 621.226       | 30,6%         | -         | -        | Red X      |
| 1999        | Tabaré Vázquez       | Rodolfo Nin          | 861.202       | 40,1%         | 982,049   | 45,9%    | Red X      |
| 2004        | Tabaré Vázquez       | Rodolfo Nin          | 1.124.761     | 51,7%         | -         | -        | Green tick |
| 2009        | Jose Mujica          | Danilo Astori        | 1.105.262     | 48,0%         | 1.197.638 | 52,4%    | Green tick |
| 2014        | Tabaré Vázquez       | Raúl Sendic          | 1.134.187     | 47,8%         | 1.226.105 | 56,2%    | Green tick |
| 2019        | Daniel Martínez      | Graciela Villar      | 949.376       | 40,5%         | 1.139.353 | 49,4%    | Red X      |

### Phòng đại biểu và bầu cử thượng viện
| Cuộc bầu cử | Phiếu bầu | %      | Ghế     | +/-        | Thứ hạng | Ghế thượng viện | +/- | Chức vụ |
| ----------- | --------- | ------ | ------- | ---------- | -------- | --------------- | --- | ------- |
| 1971        | 304,275   | 18,3%  | 18 / 99 | 18         | 3        | 5 / 30          | 5   | 3       |
| 1984        | 401.104   | 21.3   | 21 / 99 | 3          | 3        | 6 / 30          | 1   | 3       |
| 1989        | 418,403   | 20,35% | 21 / 99 | Giữ nguyên | 3        | 7 / 30          | 1   | 3       |
| 1994        | 621.226   | 30,8%  | 31 / 99 | 10         | 3        | 9 / 31          | 2   | 3       |
| 1999        | 861.202   | 40,1%  | 40 / 99 | 9          | 1        | 12 / 30         | 3   | 1       |
| 2004        | 1.124.761 | 51,7%  | 52 / 99 | 12         | 1        | 17 / 30         | 5   | 1       |
| 2009        | 1.093.869 | 47,5%  | 50 / 99 | 2          | 1        | 16 / 30         | 1   | 1       |
| 2014        | 1.134.187 | 49,45% | 50 / 99 | Giữ nguyên | 1        | 15 / 30         | 1   | 1       |
| 2019        | 949.376   | 40,48% | 42 / 99 | 8          | 1        | 13 / 30         | 2   | 1       |